# Rubén Espinoza
Rubén Alberto Espinoza Molina (født 1. juni 1961 i Tomé, Chile) er en tidligere chilensk fodboldspiller (midtbane).
Espinozas karriere strakte sig over 18 år, og blev primært tilbragt i hjemlandet. Her var han blandt andet tilknyttet Santiago-storklubberne Colo-Colo og Universidad Católica, samt Unión Española og Everton. Han vandt tre mesterskaber i sin tid hos Colo-Colo, og to hos Católica.
Espinoza spillede desuden 31 kampe og scorede fire mål for det chilenske landshold. Han repræsenterede sit land ved tre udgaver af de sydamerikanske mesterskaber Copa América, og var med til at vinde sølv i 1987 og bronze i 1991.

## Titler
Primera División de Chile
- 1984 og 1987 med Universidad Católica
- 1989, 1990 og 1991 med Colo-Colo

Copa Chile
- 1983 og 1995 med Universidad Católica
- 1989 og 1990 med Colo-Colo